# Luis Contreras (Schauspieler)
Luis Roland Contreras (* 18. September 1950 in Kern County, Kalifornien; † 20. Juni 2004 in Burbank, Kalifornien) war ein US-amerikanischer Schauspieler.

## Leben
Contreras wuchs als Sohn des Schauspielers Roberto Contreras auf und begann seine Schauspielkarriere 1977 mit seinem Spielfilmdebüt in Steven Spielbergs Science-Fiction-Film Unheimliche Begegnung der dritten Art, zwei Jahre später war er in einer kleinen Nebenrolle in Spielbergs Komödie 1941 – Wo bitte geht’s nach Hollywood zu sehen. Ähnlich wie sein Vater war er als Hispanoamerikaner auf bestimmte Rollen festgelegt und stellte häufig Kriminelle, Gangmitglieder und Gefängnisinsassen dar. Er war in sechs Filmen des Regisseurs Walter Hill zu sehen, von Long Riders bis Last Man Standing. Drei Mal stand er neben seinem Vater vor der Kamera, in Fred Schepisis Die Ballade vom Banditen Barbarossa, dem von Walter Hill produzierten Actionfilm Blue City, sowie in Blood in, Blood out – Verschworen auf Leben und Tod. Contreras trat zudem häufig als Gaststar in verschiedenen Fernsehserien wie Ein Colt für alle Fälle, Knight Rider, Simon & Simon und Airwolf auf.
Contreras verstarb im Alter von 53 Jahren an den Folgen eines Krebsleidens.

## Filmografie (Auswahl)
Film
- 1977: Unheimliche Begegnung der dritten Art (Close Encounters of the Third Kind)
- 1979: 1941 – Wo bitte geht’s nach Hollywood (1941)
- 1979: Reichtum ist keine Schande (The Jerk)
- 1980: Long Riders (The Long Riders)
- 1982: Nur 48 Stunden (48 Hrs.)
- 1986: Blue City
- 1987: Ausgelöscht (Extreme Prejudice)
- 1988: Red Heat
- 1988: Sunset – Dämmerung in Hollywood (Sunset)
- 1991: Der Ritter aus dem All (Suburban Commando)
- 1991: Dollman – Der Space-Cop! (Dollman)
- 1993: Blood in, Blood out – Verschworen auf Leben und Tod (Bound by Honor)
- 1993: Geronimo – Eine Legende (Geronimo)
- 1996: Last Man Standing

Fernsehen
- 1978: CHiPs
- 1980: Quincy (Quincy M.E.)
- 1983: T. J. Hooker
- 1984: Ein Colt für alle Fälle (The Fall Guy)
- 1984: Harrys wundersames Strafgericht (Night Court)
- 1984: Knight Rider
- 1984: Simon & Simon
- 1985: Trio mit vier Fäusten (Riptide)
- 1986: Airwolf
- 1986: Polizeirevier Hill Street (Hill Street Blues)
- 1988: Ein Engel auf Erden (Highway to Heaven)
- 1989: Falcon Crest
- 1989: Hunter
- 1994: Die Abenteuer des Brisco County jr. (The Adventures of Brisco County Jr.)
- 1999: Dr. Quinn – Ärztin aus Leidenschaft: Der Film (Dr. Quinn Medicine Woman: The Movie)